# Сухский повет
Сухский повет (пол. Powiat suski) — повет (район) в Польше, входит как административная единица в Малопольское воеводство. Центр повета — город Суха-Бескидзка. Занимает площадь 685,75 км². Население — 81 885 человек (на 2005 год).
Состав повета:
- города: Йорданув, Суха-Бескидзка, Макув-Подхаляньски
- городские гмины: Йорданув, Суха-Бескидзка
- городско-сельские гмины: Гмина Макув-Подхаляньски
- сельские гмины: Гмина Будзув, Гмина Быстра-Сидзина, Гмина Йорданув, Гмина Стрышава, Гмина Завоя, Гмина Зембжице

## Демография

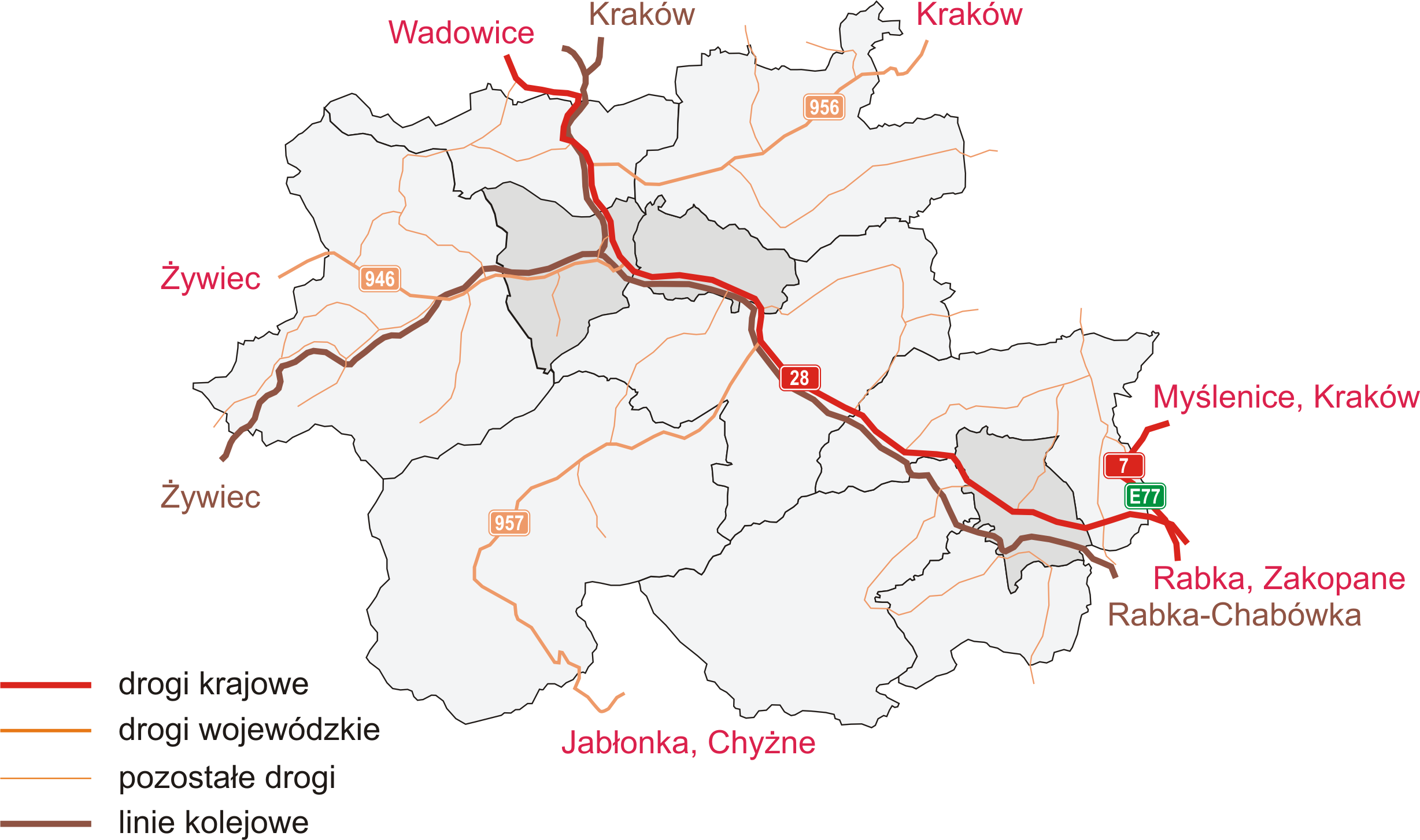
Сухский повет

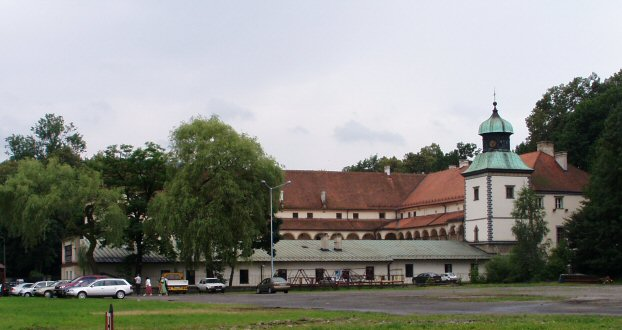
Сухский повет

Население повета дано на 2005 год.
| Перепись            | Всего  | Всего | Женщины | Женщины | Мужчины | Мужчины |
| ------------------- | ------ | ----- | ------- | ------- | ------- | ------- |
|                     | чел.   | %     | чел.    | %       | чел.    | %       |
| Всего               | 81 885 | 100   | 41 255  | 50,4    | 40 630  | 49,6    |
| Городское население | 20 583 | 100   | 10 669  | 51,8    | 9914    | 48,2    |
| Сельское население  | 61 302 | 100   | 30 586  | 49,9    | 30 716  | 50,1    |